# Lodowiec Muir

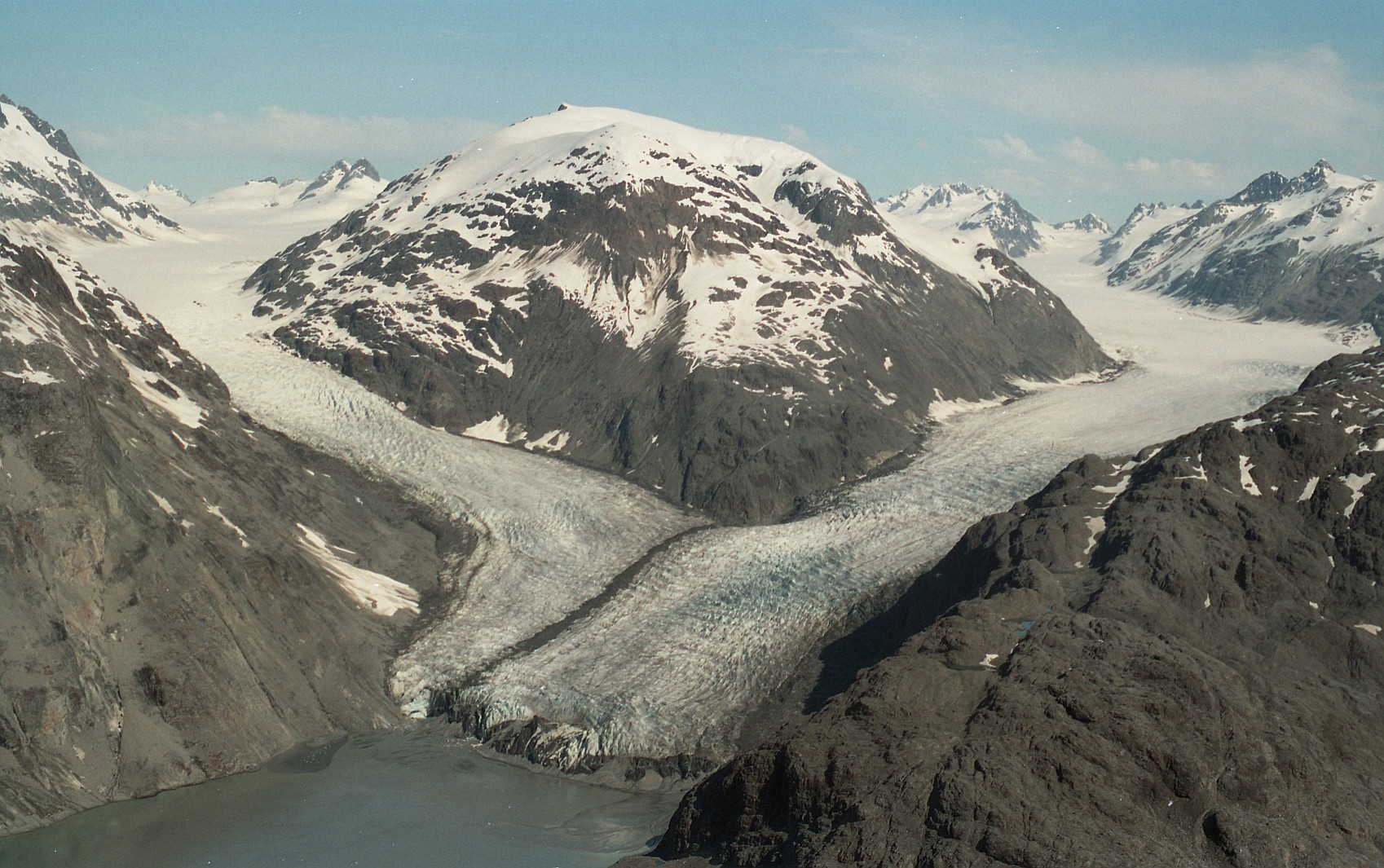
Lodowiec Muir

Lodowiec Muir (ang. Muir Glacier) – lodowiec w Parku Narodowym Glacier Bay na Alasce w Stanach Zjednoczonych. Jego obecna szerokość wynosi na czole około 0,7 km. Jeszcze w latach 80. był cielącym się lodowcem dolinnym zakończonym w wodach oceanu ścianą lodu o wysokości 60 m.
Nazwa lodowca została nadana na cześć Johna Muira, przyrodnika i działacza na rzecz ochrony przyrody.

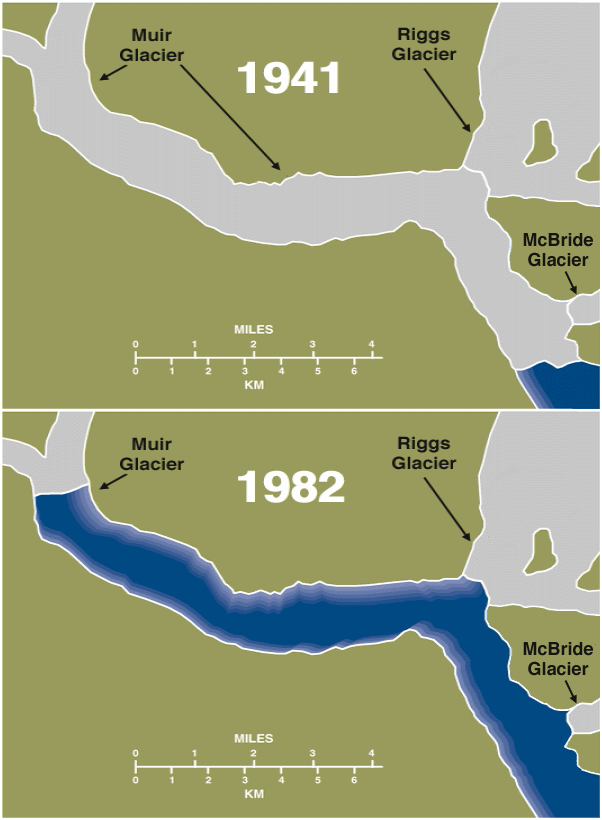
Mapa pokazuje cofanie się lodowca od 1941 do 1982

## Regresja
Lodowiec Muir uległ bardzo gwałtownej, dobrze udokumentowanej regresji od czasu małej epoki lodowej, gdy około 1780 roku jego czoło miało bezpośredni kontakt z wodami zatoki Glacier Bay. Między rokiem 1941 a 2004 wycofał się o ponad 12 km i zwęził o ponad 800 m. Pozostałą po nim dolinę wypełniły wody oceanu.